# Мартін Пікфорд
Мартін Пікфорд очолює кафедру палеоантропології і первісної історії в Колеж де Франс, дослідник у відділі історії Землі (Département Histoire de la Terre) в Національному музеї природничої історії. У 2001 Мартін Пікфорд спільно з Бріжит Сеню та командою дослідників виявили Orrorin tugenensis, вид гомініда, що жив між 5,8 і 6,2 млн років тому і потенційного предка роду Australopithecus.

## Коротка біографія
Пікфорд народився в 1943 році в графстві Вілтшир, Велика Британія. Він є 4-ю дитиною в родині Остіна Джозефа Пікфорда і Елеонори Марджері Пікфорд (уроджена Холман). Сім'я переїхала до Кенії в 1946 році. В період між 1967—1971 роками він здобуває в університеті Далхузі докторський ступінь і отримує звання доктора філософії в Лондонському університеті в 1975 році. В період з 1978 по 2003 рік він працював у Кенійському національному музеї, у Національному музеї природничої історії, що знаходиться в Парижі. Також Пікфорд є співробітником в університеті Майнца, Німеччина. Відтоді отримував різні запрошення для нового місця роботи.

## Відкриття Orrorin
На момент відкриття орроріна, дослідники, бажаючі здійснювати палеоантрологічні дослідження в Кенії, були зобов'язані офіційно санкціонувати це з кенійською науково-дослідницькою організацією. До 1993 єдиною установою з цим привілеєм був Кенійський національний музей, в якому Пікфорд був начальником Департаменту збереження пам'яток з 1978 по 1984 рр. Тому він зміг використати даний привілей на палеонтологічні дослідження в Кенії. Проте, за 7 років до відкриття Orrorin в 2000 році, після сильного тиску з боку міжнародного співтовариства, уряд Кенії лібералізував багато аспектів політичного, економічного та бюрократичного життя країни, і це включало дозвіл на палеонтологічні і археологічні дослідження скарбів країни, що ними Національний музей Кенії і його директор Річард Лікі раніше користувалися, як до, так і після, проголошення незалежність країни в 1963 р. У 1984 році, Пікфорда привітав в письмовій формі тодішній директор Національного музею Кенії Річард Лікі, який повідомив Пікфорда, що в нього немає можливості продовжити контракт в четвертий раз(до цього часу було підписано 3 дворічні контракти на роботу), а в цей час там був уряд, встановити межу на кількість таких продовжень. Пікфорд після цього оселився у Франції, і в 1985 році, після звернення в уряд Уганди, він вирушив до Уганди з палеонтологічною експедицією. З 1971 по 1978 Пікфорд проводив великі дослідження в Туген-Хіллз відповідно до дозволу, виданим йому кенійською канцелярією президента. Під час розкопок Пікфорд і його команда виявили безліч важливих викопних решток віком від 15 млн до 2 млн років. У 1974 році він знайшов першого гомініда вік якого 6 мільйонів років, нижній корінний зуб — це все, що є сьогодні від Orrorin. 30 жовтня 1998 р., Пікфорду був виданий дозвіл на проведення досліджень в Туген-Хіллз, Кенія під егідою Колеж де Франс, Париж.
У 2002 році Пікфорд і його команда спорудили Кіпсаранський музей в Туген-Хіллз, в якому виставляються зліпки Orrorin, поряд з багатьма іншими захоплюючими скам'янілостями з цього регіону. Оригінальні скам'янілості Orrorin курируються спільнотами музеїв Кенії, де дослідники з міжнародного наукового співтовариства можуть вільно досліджувати їх.